# Trichospermum burretii
Trichospermum burretii är en malvaväxtart som beskrevs av Kostermans. Trichospermum burretii ingår i släktet Trichospermum och familjen malvaväxter. Inga underarter finns listade i Catalogue of Life.